# شساهلاوی
شساهلاوی (به چکی: Šťáhlavy) یک منطقهٔ مسکونی در جمهوری چک است که در ناحیه پلزن-سیتی واقع شده‌است. شساهلاوی ۲٬۱۸۱ نفر جمعیت دارد.